# 上野幌站
上野幌站（日语：／ Kami-Nopporo eki */?）是位於北海道札幌市厚別區厚別區上野幌，屬於北海道旅客鐵道（JR北海道）千歲線的車站。本站為千歲線於札幌市最南的車站。車站編號為H06。

## 簡介
本車站是千歲線上行列車中，從札幌站開始的第一個待避站。由於車站月台興建在築堤之上，所以比較狹小但適合眺望周圍的景色。
站名源自於厚別區的上野幌。而「野幌」則是由阿伊努語「ヌプ．オル．オ．ペッ（拉丁字母：nup-or-o-pet）」演變而來，意思為「原野中的河流」。雖然車站名為「上」野幌，它與位於江別市的函館本線野幌車站相距超過10公里。

## 歷史
1926年，車站於現時位置西北方約1公里的位置開始營運，為木造站房2面3線的車站。當時車站種植了很多杜鵑花及大麗菊，因而受到全國的注目。1973年千歲線進行路線更改，本車站亦遷移至現時的所在地。而舊車站於1991年（平成3年）建設成厚別南公園。
- 1926年8月21日：北海道鐵道 (第2代)（日语：北海道鉄道 (2代)）札幌線設立上野幌站[3]。並開始處理旅客業務。
- 1943年8月1日：北海道鐵道被當時鐵道省收購並國有化[4]。成為日本國有鐵道千歲線的車站[1]。
- 1945年4月1日：開始處理貨物及行李託運的業務。
- 1961年1月14日：由於鐵道容量不足，本車站與北廣島之間設置西之里信號場[5]。
- 1973年9月9日：搬遷至新線。同時車站變成複線、高架及無人化[5]。
- 1987年4月1日：經國鐵分割民營化後由JR北海道繼承[1]。
- 1998年4月1日：車站有人化（業務委託站）。
- 2008年10月25日：開始使用IC卡（Kitaca）[1]。

## 車站構造
本站為由1個島式月台及1個側式月台組成的2面3線複合月台。軌道沿堤壩由西北方延伸至東南方。車站入口位於東北側，前往西南側需要使用隧道。
此站開始營運初期為無人車站，近年由於周邊地區進行開法，現在成為業務委託站（北海道JR Servicenet），並設有綠窗口（營業時間7時00分至17時20分）、自動售票機、簡單自動入閘機（對應Kitaca及磁式車票）。本站由新札幌站管理，亦負責夜間聯絡服務。

### 月台配置
| 月台 | 路線     | 方向 | 目的地                       | 備註   |
| ---- | -------- | ---- | ---------------------------- | ------ |
| 1    | ■ 千歲線 | 上行 | 千歲、新千歲機場、苫小牧方向 |        |
| 2    | ■ 千歲線 | －   | －                           | 待避線 |
| 3    | ■ 千歲線 | 下行 | 札幌、手稻、小樽方向         |        |

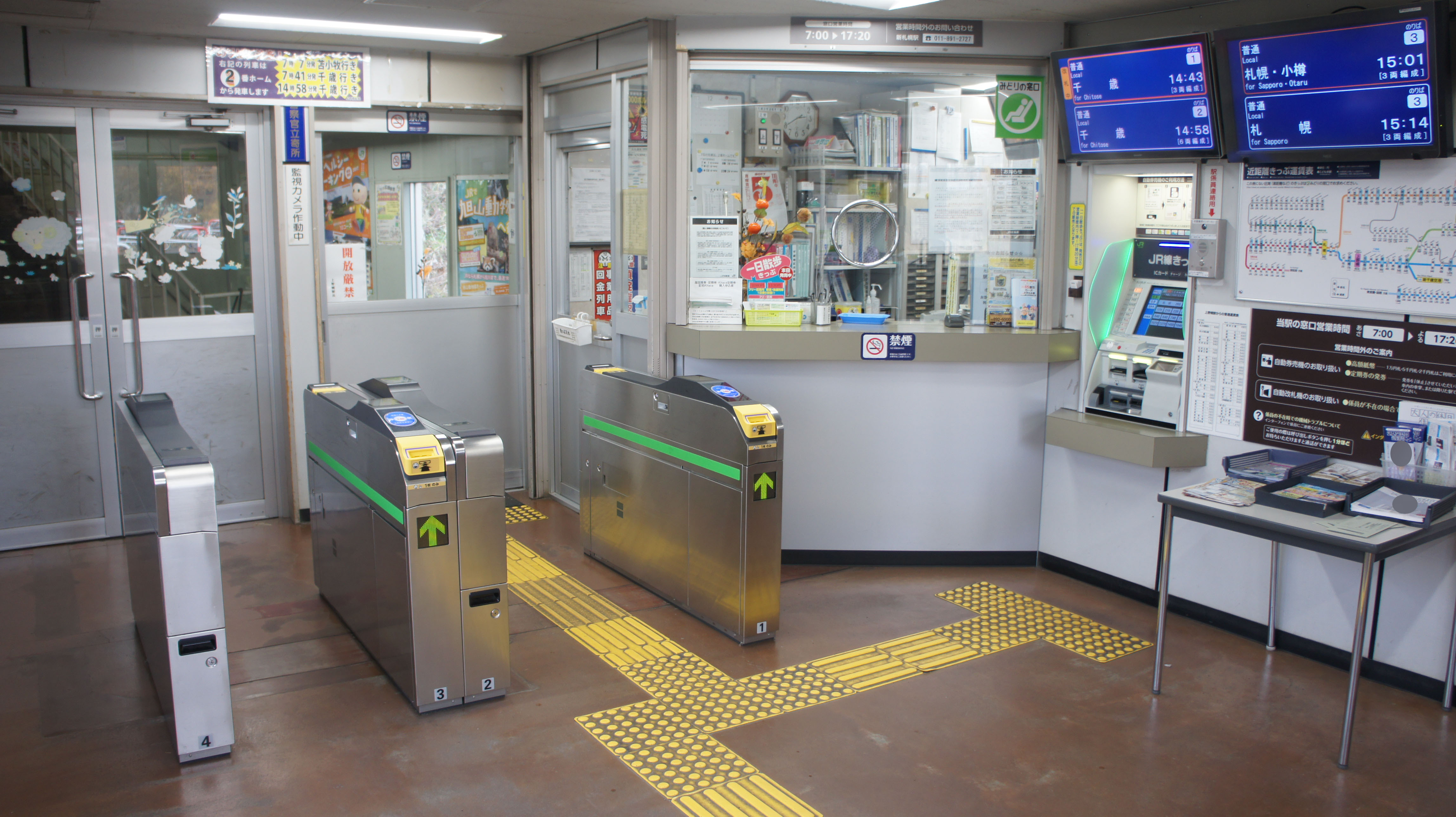
驗票閘口（2017年11月）
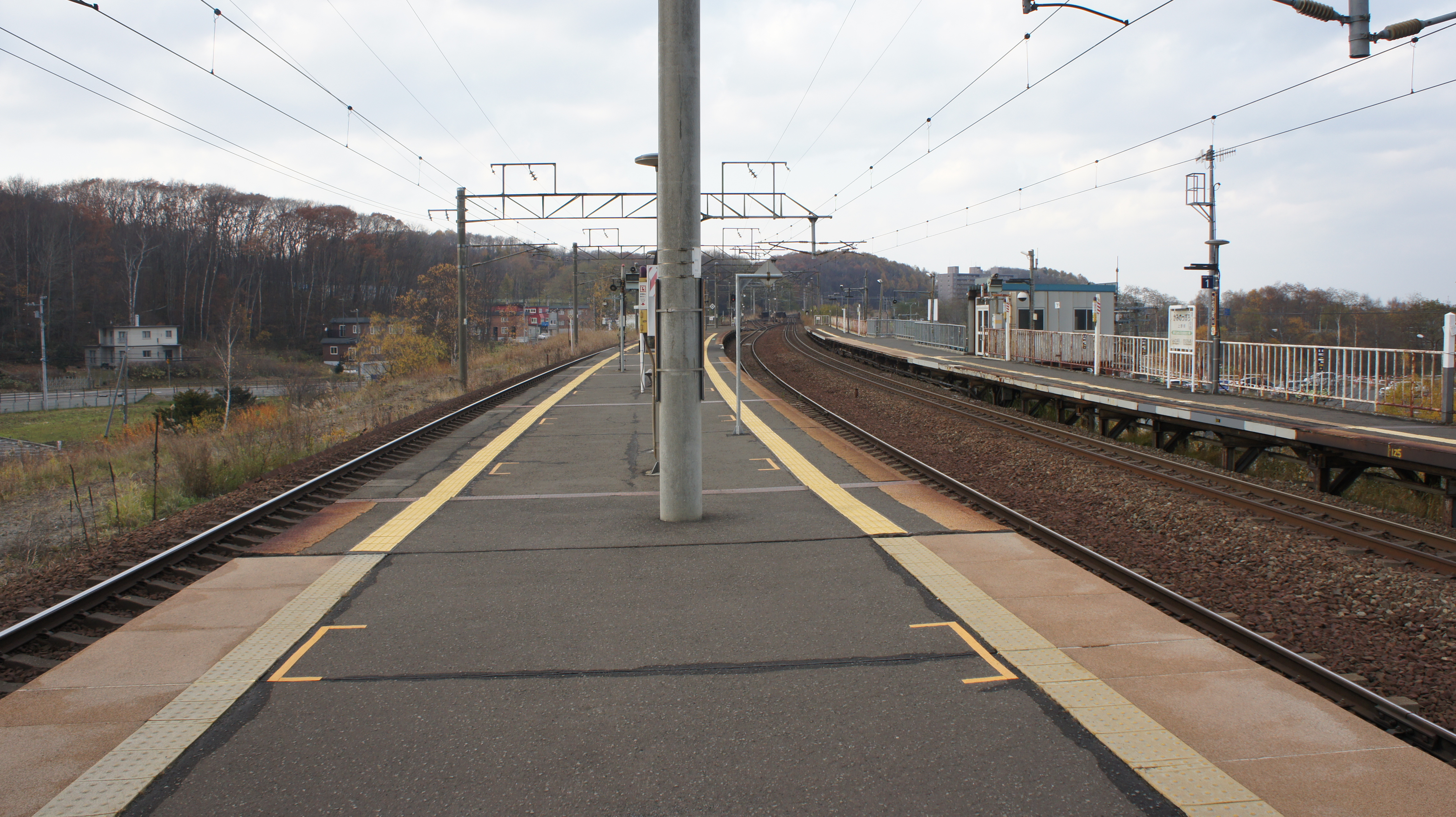
月台（2017年11月）
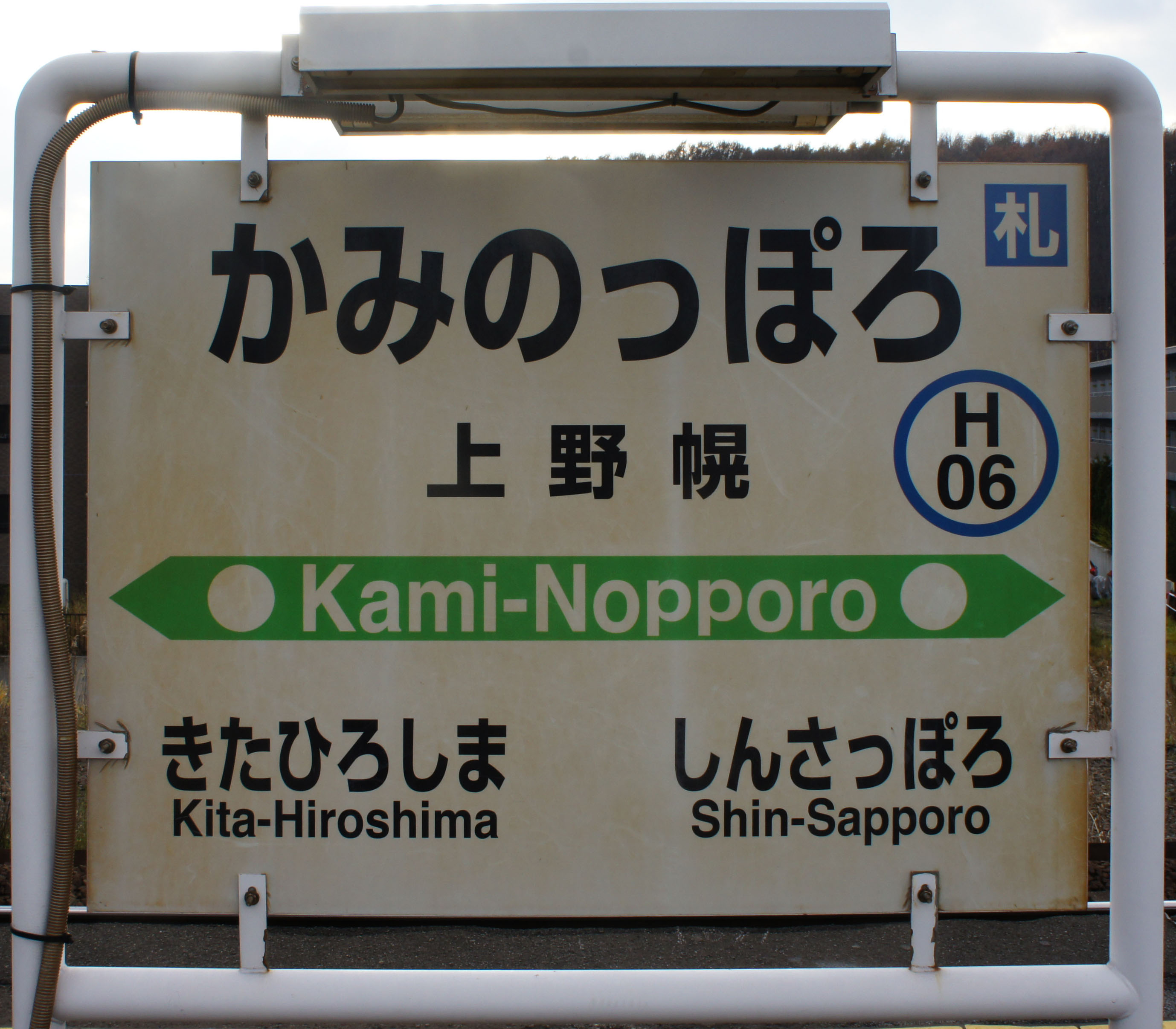
站名牌（2017年11月）

## 使用狀況
根據「札幌市都市交通數據」，2016年（平成28年）的平均載客量為2,710人。
早上及晚上時段由於有很多學生前往鄰近的私立高中及中學上學以及前往札幌市上班的通勤人士，車站很熱鬧。但是其他時段十分冷清。
| 年度               | 平均一天 載客量 | 參考資料 |
| ------------------ | --------------- | -------- |
| 1970年（昭和45年） | 119             | [ 6 ]    |
| ：                 |                 |          |
| 1975年（昭和50年） | 90              | [ 6 ]    |
| ：                 |                 |          |
| 1980年（昭和55年） | 189             | [ 6 ]    |
| ：                 |                 |          |
| 1985年（昭和60年） | 260             | [ 6 ]    |
| ：                 |                 |          |
| 1990年（平成2年）  | 1,009           | [ 6 ]    |
| ：                 |                 |          |
| 1995年（平成7年）  | 1,414           | [ 6 ]    |
| ：                 |                 |          |
| 2000年（平成12年） | 1,572           | [ 6 ]    |
| 2001年（平成13年） | 1,524           | [ 6 ]    |
| 2002年（平成14年） | 1,544           | [ 6 ]    |
| 2003年（平成15年） | 1,743           | [ 6 ]    |
| 2004年（平成16年） | 1,864           | [ 6 ]    |
| 2005年（平成17年） | 2,116           | [ 6 ]    |
| 2006年（平成18年） | 2,203           | [ 6 ]    |
| 2007年（平成19年） | 2,292           | [ 6 ]    |
| 2008年（平成20年） | 2,330           | [ 6 ]    |
| 2009年（平成21年） | 2,395           | [ 6 ]    |
| 2010年（平成22年） | 2,502           | [ 6 ]    |
| 2011年（平成23年） | 2,618           | [ 6 ]    |
| 2012年（平成24年） | 2,723           | [ 6 ]    |
| 2013年（平成25年） | 2,754           | [ 6 ]    |
| 2014年（平成26年） | 2,795           | [ 6 ]    |
| 2015年（平成27年） | 2,753           | [ 6 ]    |
| 2016年（平成28年） | 2,839           | [ 6 ]    |

## 車站周邊
位於北廣島市以東的交界，丘陵的山谷之間，房屋密度偏低。2004年12月厚別東通通車後，市民可以更容易前往車站西南方的地區，並且發展不同住宅區如平岡公園Benny Town（平岡公園ベニータウン）及Live Hills（ライブヒルズ）等。而車站東北側設有供停車換乘之用的停車場，由南方穿越至北方的野津幌川，以及位於北廣島市虹丘地區的札幌日本大學中學、高等學校、柏青哥店、動物醫院（新札幌La Paz動物醫院）、即日來回的入浴設施（湯處穗香）。而隨著開發虹丘商業地區的同時，也預定開發上野幌站的周邊地區。
車站前方雖然比較冷清，但沿新札幌站方向步行約500米，則開始顯現密集的札幌市區的邊緣地帶。由2007年開始住宅區不斷向外延伸，而車站南側從2006年開始也建設了不少住宅區及中小規模的公寓。此外，車站西南往厚別東通方向約200米的地方亦經營了便利店（Seicomart），於2007年7月開始營業。
- 國道274號
- 札幌日本大學中學、高等學校
- 北海道北廣島西高等學校
- 雪印種苗園藝中心
- 札幌報恩學園
- JR北海道巴士「上野幌站通」巴士站（33線、大33線、大34線、大35線、新33線、新34線）
- 夕張鐵道（日语：夕張鉄道）（夕張巴士）「上野幌站通」巴士站（札幌急行線）

## 相鄰車站
北海道旅客鐵道（JR北海道）
■千歲線
■特急「北斗」、「鈴蘭」、■特别快速「機場」、■快速「機場」
通过
■普通
北廣島（H07）－（西之里信號場）－上野幌（H06）－新札幌（H05）

### 過去曾存在的路線
日本國有鐵道
千歲線
北廣島－（西之里信號場（舊））－上野幌－大谷地

## 外部連結
- （日語）上野幌站（JR北海道）（页面存档备份，存于）

43°0′59.17″N 141°29′12.8″E / 43.0164361°N 141.486889°E